# Schismatrix
Schismatrix ist ein Science-Fiction-Roman von Bruce Sterling aus dem Jahr 1985. Dem Roman sind mehrere Kurzgeschichten vorausgegangen, die in derselben Welt spielen.  Der Roman beschäftigt sich vor allem mit Transhumanismus, also den verschiedenen Möglichkeiten der künstlichen Weiterentwicklung der Menschheit und den damit einhergehenden Philosophien bzw. Ideologien und politischen Spannungen. In deutscher Sprache liegen zwei verschiedene Übersetzungen vor.

## Inhalt
Das Sonnensystem des 23. Jahrhunderts ist aufgeteilt zwischen den zwei Fraktionen der Menschheit, den Shapern (in anderer Übersetzung Former genannt), die sich durch Gentechnik und Gehirnmanipulation fortentwickeln, und den Mechanisten, die Computer und Endoprothesen verwenden. Der andauernde Krieg zwischen beiden Fraktionen wird beigelegt, als eine außerirdische Zivilisation die Bühne betritt. Der Roman ist aus der Perspektive von Abélard Lindsay erzählt, einem brillanten Shaper-Diplomaten, der im Laufe seines etwa 200-jährigen Lebens den Lauf der Geschichte der Menschheit mehrfach massiv beeinflusst.

## Kritik
- Stephen O’Kane: „Bruce Sterling hält... ein Paradoxon am Leben: Schismatrix ist voll von Ideen und kraftvollen Bildern, und dennoch ist auf einer ganz grundlegenden Ebene die Zukunft – bei all den unterschiedlichen Umweltbedingungen – ähnlich angelegt wie die Vergangenheit. Nicht einfach zu lesen, aber oft überaus interessant und von Zeit zu Zeit sogar richtig spannend.“[2]